# Cleora goldfinchi
Cleora goldfinchi là một loài bướm đêm trong họ Geometridae.